# FRACTRAN
FRACTRAN — повна за Тюрінгом езотерична мова програмування, яку запропонував Джон Конвей.

## Опис
Програма на FRACTRAN записується як упорядкований список додатних дробів разом з початковим початковим цілочисловим входом n. Програма запускається оновленням цілого числа n в такий спосіб:
1. для першого дробу {\displaystyle f} у списку, для якого добуток {\displaystyle n\cdot f} є цілим числом, замініть {\displaystyle n} на {\displaystyle n\cdot f}
2. повторюйте це правило доти, поки жоден дріб у списку не видасть цілого числа при множенні на {\displaystyle n}, потім зупиніть.

Наприклад така програма генерує прості числа:
{\displaystyle \left({\frac {17}{91}},{\frac {78}{85}},{\frac {19}{51}},{\frac {23}{38}},{\frac {29}{33}},{\frac {77}{29}},{\frac {95}{23}},{\frac {77}{19}},{\frac {1}{17}},{\frac {11}{13}},{\frac {13}{11}},{\frac {15}{2}},{\frac {1}{7}},{\frac {55}{1}}\right)}
Починаючи з n = 2, ця програма генерує таку послідовність цілих чисел:
2, 15, 825, 725, 1925, 2275, 425, 390, 330, 290, 770, … послідовність A007542 з Онлайн енциклопедії послідовностей цілих чисел, OEIS
Після 2 ця послідовність містить такі степені 2:
{\displaystyle 2^{2}=4,\,2^{3}=8,\,2^{5}=32,\,2^{7}=128,\,2^{11}=2048,\,2^{13}=8192,\,2^{17}=131072,\,2^{19}=524288,\,\dots } послідовність A034785 з Онлайн енциклопедії послідовностей цілих чисел, OEIS
які є простими степенями 2.

## Розуміння програми FRACTRAN
Програма FRACTRAN може розглядатися як тип машини Мінського, де регістри зберігаються в простих показниках в аргументі n.
Використовувати нумерацію Геделя, додатне ціле число n може кодувати довільне число довільно великих додатних цілочислових змінних. Значення кожної змінної кодується як показник простого числа в простій факторизації цілого числа. Наприклад, ціле число
{\displaystyle 60=2^{2}\times 3^{1}\times 5^{1}}
представляє стан регістра, в якому одна змінна (яку ми будемо називати {\displaystyle v_{2}}) містить значення 2, а дві інші змінні ({\displaystyle v_{3}} і {\displaystyle v_{5}}) містять значення 1. Всі інші змінні містять значення 0.
Програма FRACTRAN — це впорядкований список додатних дробів. Кожен дріб є інструкцією, яка перевіряє одну або кілька змінних, представлених основними факторами її знаменника. Наприклад:
{\displaystyle f_{1}={\frac {21}{20}}={\frac {3\times 7}{2^{2}\times 5^{1}}}}
перевіряє дві змінні {\displaystyle v_{2}} і {\displaystyle v_{5}}. Якщо {\displaystyle v_{2}\geq 2} і {\displaystyle v_{5}\geq 1}, то виконуються присвоєння {\displaystyle v_{2}:=v_{2}-2}, {\displaystyle v_{5}:=v_{5}-1}, {\displaystyle v_{3}:=v_{3}+1}, {\displaystyle v_{7}:=v_{7}+1}. Наприклад:
{\displaystyle 60\cdot f_{1}=2^{2}\times 3^{1}\times 5^{1}\cdot {\frac {3\times 7}{2^{2}\times 5^{1}}}=3^{2}\times 7^{1}}
Оскільки програма FRACTRAN є просто списком дробів, ці інструкції перевірка-присвоєння є єдиними допустимими інструкціями в мові FRACTRAN. Крім того, застосовуються такі обмеження:
- Кожного разу, коли виконується інструкція, змінні, що перевіряються, також зменшуються.
- Одну і ту ж змінну не можна одночасно зменшити і збільшити в одній інструкції (в іншому випадку дріб, що представляє цю інструкцію, не буде нескоротним).
- Інструкція FRACTRAN нездатна безпосередньо перевірити, чи дорівнює змінна 0. Однак є непрямий спосіб це зробити, створивши інструкцію, яка поміщається після інших інструкцій, які перевіряють конкретну змінну.